# Cardona (Uruguai)
|  | Aquest article tracta sobre Cardona, municipi de l'Uruguai. Vegeu-ne altres significats a «Cardona (desambiguació)». |

Cardona és una ciutat de l'Uruguai del departament de Soriano. La seva població, d'acord amb les dades del cens del 2004, és de 4.689 habitants.
Fou fundada l'any 1903. Limita amb la vila de Florencio Sánchez, que pertany al departament de Colonia.

## Govern
L'alcalde de Cardona és Raúl Bertinat.

## Població
Cardona té una població aproximada de 4.689 habitants, segons les dades del cens de 2004.
| Any  | Població |
| ---- | -------- |
| 1963 | 4.111    |
| 1975 | 4.104    |
| 1985 | 3.822    |
| 1996 | 4.579    |
| 2004 | 4.689    |

Font:

## Agermanament
- Cardona,  Catalunya[6]